# Alex Hassell
Alexander Stephen Hassell (Southend-on-Sea, 1980. szeptember 17. –) angol színész, a The Factory Theatre Company társalapítója.
Színészi pályafutását a Hideghegy című filmmel kezdte. A Géniusz (2018), A fiúk (2019), a Cowboy Bebop – Csillagközi fejvadászok (2021) és az Az Úr sötét anyagai (2022) című sorozatokban is szerepelt.

## Fiatalkora és tanulmányai
1980. szeptember 7-én született az angliai Southendben, négy gyermek közül a legfiatalabbként. Miután befejezte középfokú tanulmányait a Moulsham High Schoolban (Chelmsford, Essex), további két és fél évig a Central School of Speech and Drama intézményben tanult színészetet.

## Filmográfia

### Film
| Év   | Magyar cím                            | Eredeti cím               | Szerep           | Magyar hang   |
| ---- | ------------------------------------- | ------------------------- | ---------------- | ------------- |
| 2003 | Hideghegy                             | Cold Mountain             | Orderly          |               |
| 2008 |                                       | The Sickhouse             | Nick             |               |
| 2011 | Anonymous                             | Anonymous                 | Spencer          | Varga Gábor   |
| 2012 |                                       | The Grind                 | drogdíler        |               |
| 2014 |                                       | Miss in Her Teens         | játékos          |               |
| 2015 | Kettő kilőve                          | Two Down                  | John Thomas      |               |
| 2017 | Suburbicon – Tiszta udvar, rendes ház | Suburbicon                | Louis            | Varga Gábor   |
| 2018 |                                       | The Isle                  | Oliver Gosling   |               |
| 2019 | Vörös-tenger búvárparadicsom          | The Red Sea Diving Resort | Max Rose         |               |
| 2021 | Macbeth tragédiája                    | The Tragedy of Macbeth    | Ross             |               |
| 2022 | Vérapó                                | Violent Night             | Jason Lightstone | Mészáros Béla |
| 2023 | Bezártság                             | Locked In                 | Robert doktor    | Zöld Csaba    |

### Televízió
| Év   | Magyar cím                             | Eredeti cím                          | Szerep            | Megjegyzések                             |
| ---- | -------------------------------------- | ------------------------------------ | ----------------- | ---------------------------------------- |
| 2001 | A kardok királynője                    | Queen of Swords                      | Andreo Rey        | 1 epizód                                 |
| 2003 | Gyilkos ösztön                         | Murder in Mind                       | Jules             | 1 epizód                                 |
| 2003 |                                        | Danielle Cable: Eyewitness           | Stephen Cameron   | tévéfilm                                 |
| 2003 | Halál a papi rendben                   | Death in Holy Orders                 | Peter Buckhurst   | 2 epizód                                 |
| 2003 | Az elveszett kard legendája            | Warrior Queen                        | Roman rendőrtiszt | tévéfilm                                 |
| 2003 |                                        | The Private Life of Samuel Pepys     | Balty             | tévéfilm                                 |
| 2005 |                                        | Kenneth Tynan: In Praise of Hardcore | Mike              | tévéfilm                                 |
| 2005 |                                        | Murphy's Law                         | Scott Garvey      | 1 epizód                                 |
| 2006 |                                        | Robin Hood                           | seriff embere     | 2 epizód                                 |
| 2006 | Torchwood                              | Torchwood                            | Mark Lynch        | 1 epizód                                 |
| 2007 |                                        | Bonkers                              | Felix Nash        | 6 epizód                                 |
| 2008 |                                        | Love Soup                            | Jake Randall      | 1 epizód                                 |
| 2008 |                                        | The Bill                             | Marcus Kendall    | 1 epizód                                 |
| 2009 |                                        | A Midsummer Night's Dream            | Lysander / Flute  | tévéfilm                                 |
| 2009 | A hős legendája                        | Legend of the Seeker                 | Eryn              | 1 epizód                                 |
| 2009 | Miranda                                | Miranda                              | Edmund Dettori    | 1 epizód                                 |
| 2011 | Vagányok – Öt sikkes sittes            | Hustle                               | Viscount Manley   | 1 epizód                                 |
| 2013 | Jo, a profi                            | Jo                                   | Piet Nykvist      | 1 epizód                                 |
| 2013 |                                        | Way to Go                            | Philip            | 1 epizód                                 |
| 2013 |                                        | Life of Crime                        | Colin Nash        | 2 epizód                                 |
| 2013 |                                        | Big Thunder                          | Abel White        | tévéfilm                                 |
| 2014 | A néma szemtanú                        | Silent Witness                       | Simon Turner      | 2 epizód                                 |
| 2017 | A babaház úrnője                       | The Miniaturist                      | Johannes Brandt   | 3 epizód magyar hangja Varga Gábor       |
| 2018 | Géniusz                                | Genius                               | Manach            | 2 epizód                                 |
| 2018 |                                        | The Bisexual                         | David             | 1 epizód                                 |
| 2019 | Grantchester bűnei                     | Grantchester                         | Ernest Carter     | 1 epizód                                 |
| 2019 | A fiúk                                 | The Boys                             | Áttetsző          | 3 epizód magyar hangja Zámbori Soma      |
| 2021 | Cowboy Bebop – Csillagközi fejvadászok | Cowboy Bebop                         | Vicious           | 10 epizód magyar hangja Dolmány Attila   |
| 2022 | Az Úr sötét anyagai                    | His Dark Materials                   | Metatron          | főszereplő                               |
| 2023 | Mindent, itt és most                   | Everything Now                       | Rick              | főszereplő magyar hangja Kárpáti Levente |

## Fordítás
- Ez a szócikk részben vagy egészben  az   Alex Hassell című angol Wikipédia-szócikk ezen változatának fordításán alapul.  Az eredeti cikk szerkesztőit annak laptörténete sorolja fel. Ez a jelzés csupán a megfogalmazás eredetét és a szerzői jogokat jelzi, nem szolgál a cikkben szereplő információk forrásmegjelöléseként.